# Cuchillería

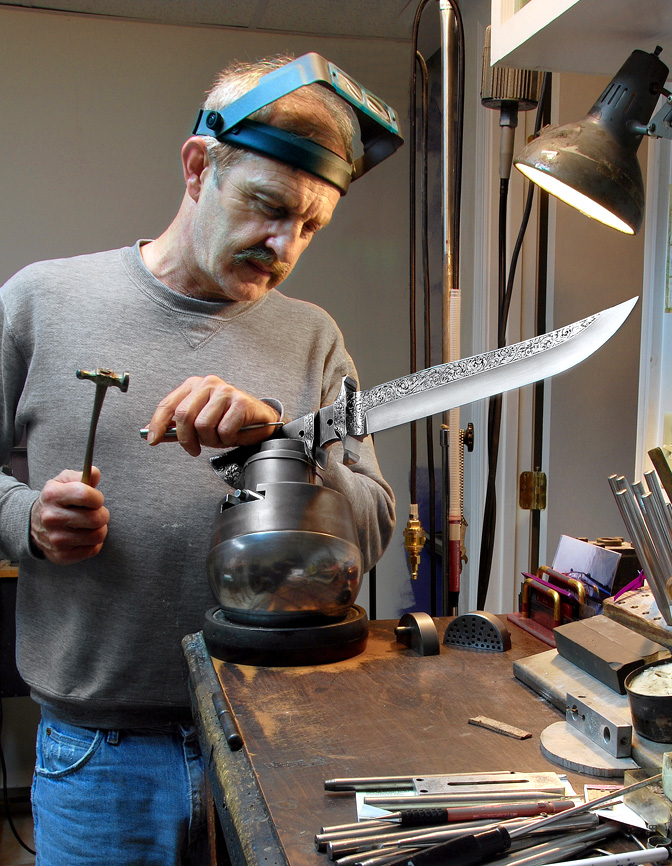
Jere Davidson grabando un cuchillo

La cuchillería es el arte u oficio de fabricar cuchillos mediante un proceso o combinación de procesos: remoción del material, forjado para dar forma, laminación soldada o fundición de inversión. Los metales típicos utilizados provienen de las familias de acero al carbono, herramienta o familias de acero inoxidable. Los cuchillos primitivos han sido hechos de una amplia variedad de materiales: bronce, cobre, latón, hierro, obsidiana y sílex.
La cuchillería abarca una gran variedad de instrumentos para cortar que en su conjunto se conocen como cuchillos. También se conoce como tal al taller donde se fabrican los cuchillos, la tienda donde se venden o el sitio, barrio o calle donde antiguamente estaban las tiendas de los cuchilleros. 
En el mundo existen ciudades en las que este sector goza de una actividad y tradición sobresaliente. Los museos de la cuchillería muestran este arte al público. También hay ferias dedicadas a la cuchillería.

## Materiales para las hojas
Los diferentes aceros son adecuados para diferentes aplicaciones. Existe una compensación entre dureza, retención de bordes, resistencia a la corrosión y nitidez alcanzable. Algunos ejemplos de material de cuchilla y sus intercambios relativos:
- Los aceros para pulvimetalurgia más nuevos se pueden hacer muy duros, pero pueden desgastar rápidamente los abrasivos y las herramientas.
- Una cuchilla hecha de acero bajo en carbono o acero dulce sería barata de producir y de mala calidad. Una cuchilla baja en carbono sería muy difícil de romper, pero se doblaría fácilmente y sería demasiado suave para sostener un borde. El alto contenido de carbono (o de alta aleación, en algunos listados) puede tomar una dureza mucho mayor pero debe templarse cuidadosamente después del tratamiento térmico para evitar la fragilidad.

También se pueden usar materiales inusuales no metálicos; las técnicas de fabricación son bastante diferentes de las del metal:
- La obsidiana de vidrio volcánico natural puede lograr un borde casi molecular (alta nitidez alcanzable) y solo requiere tecnología de Edad de Piedra para trabajarlo pero es tan quebradizo que no puede mantener el afilado por mucho tiempo.[2] Además, toda la cuchilla es muy fácil de romper por accidente. La obsidiana se usa para hacer escalpelos quirúrgicos extremadamente agudos..[3]
- Los cuchillos cerámicos mantienen su filo durante mucho tiempo, pero son frágiles.

## Proceso de fabricación de la hoja

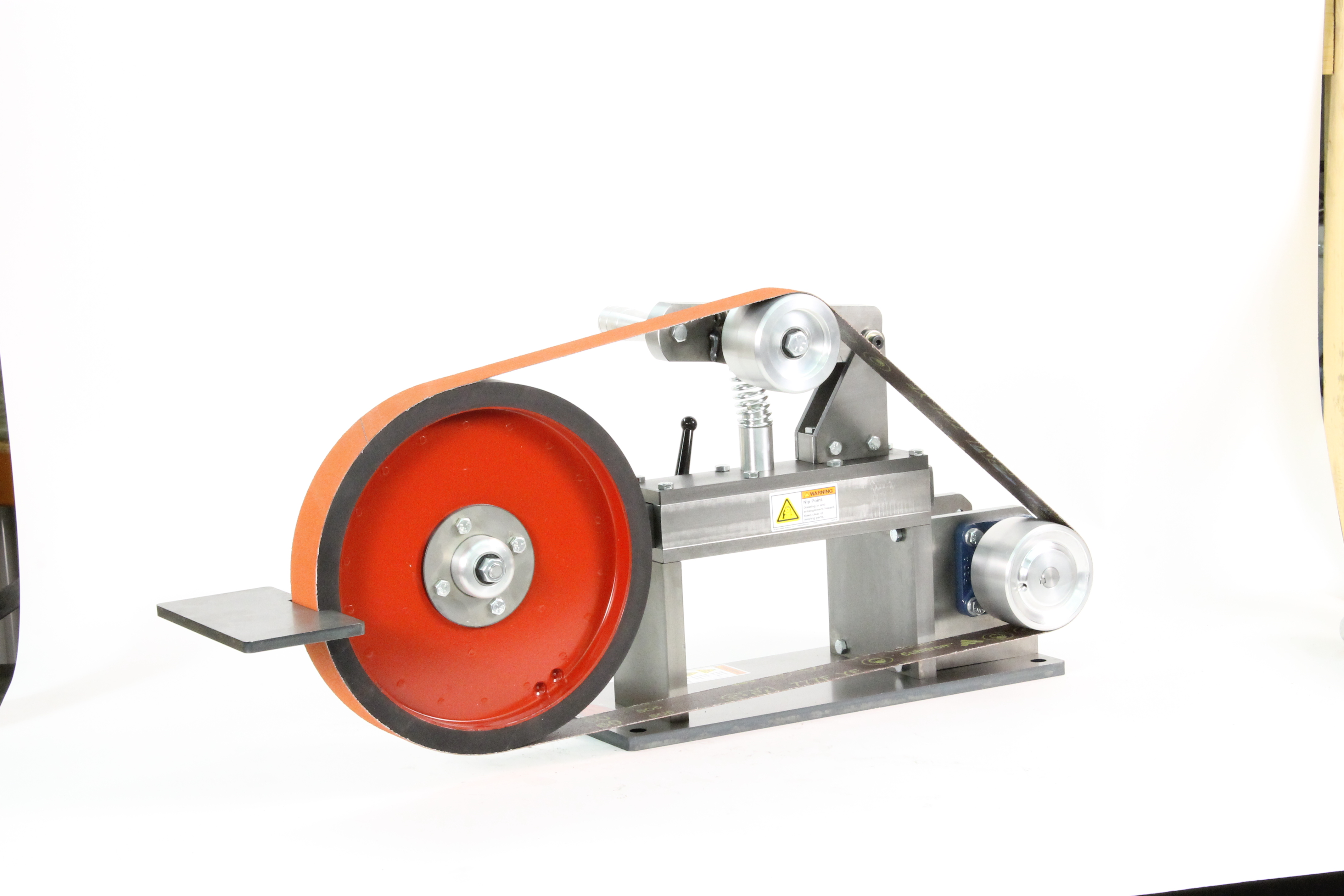
Amoladora de cinta para la fabricación de cuchillos.

### Forjado Inicial
La forma inicial de un cuchillo se realiza a través del forjado.
Al forjar, el material de la cuchilla se calienta a una temperatura alta o forjada en una forja y se moldea con un martillo sobre un yunque para lograr la forma deseada, a menudo hasta su dimensión casi final, donde se requiere muy poca eliminación de material, si la hay terminar. El acero se puede doblar para formar acero soldado con patrón decorativo o para refinar acero bruto, o como lo llaman los japoneses, tamahagane . El tamaño del grano se mantiene al mínimo ya que el crecimiento del grano puede ocurrir con bastante facilidad si el material de la cuchilla se sobrecalienta..
En un entorno de producción en masa, o en una tienda privada bien equipada, el proceso de borrado se utiliza para hacer "espacios en blanco". Esto se puede lograr mediante una serie de métodos diferentes, dependiendo del grosor del material y el contenido de aleación del acero a cortar. Una sección transversal más delgada, las piezas en bruto de aleación inferior se pueden estampar desde el material de la hoja. Los materiales con los que es más difícil trabajar o los trabajos que requieren un mayor volumen de producción se pueden lograr con cortadores de chorro de agua , láser o corte por haz de electrones. Estos dos se prestan a tiendas personalizadas más grandes. Algunos fabricantes de cuchillas personalizadas cortan sus piezas de acero con una sierra de cinta de corte de metal.
Los fabricantes de cuchillos a veces contratan a una tienda con las capacidades anteriores para hacer el borrado. Para los fabricantes de producción más bajos, o presupuestos más bajos, otros métodos deben ser suficientes. Los fabricantes de cuchillos pueden usar muchos métodos diferentes para crear un perfil en blanco. Estos pueden incluir hachas , limas , amoladoras de ruedas, amoladoras de ruedas, sopletes de oxiacetileno, molinos CNC o cualquier cantidad de otros métodos según el presupuesto.

### Afilado

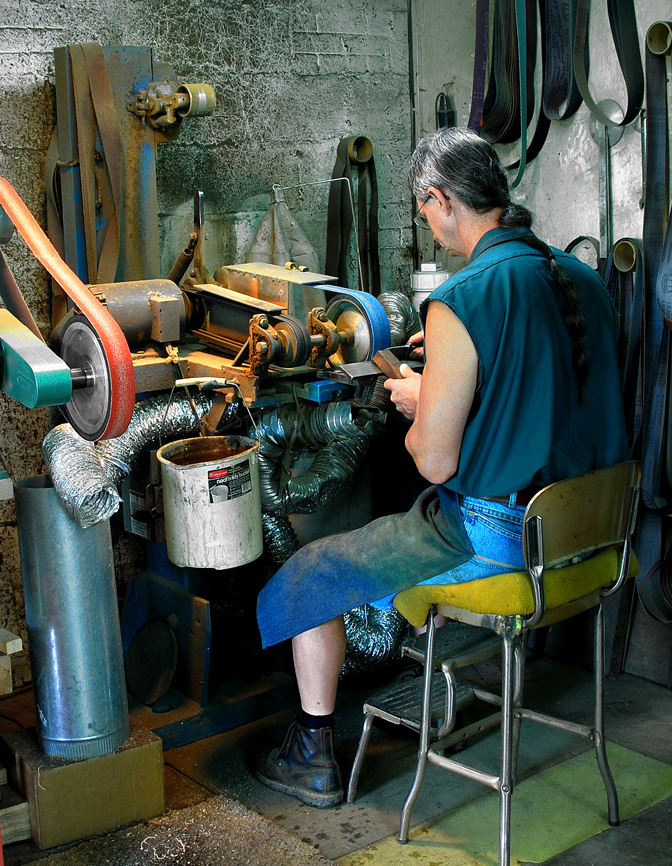
Edmund Davidson afilando una hoja

Si no hay ningún equipo de motorizado disponible, esto se puede hacer con una piedra de amolar si la pieza de acero aún no se ha endurecido. Las muelas abrasivas, o las lijadoras de correa pequeñas, suelen ser lo que usa un principiante. Los fabricantes bien equipados usualmente usan una amoladora de cinta industrial grande, o una amoladora de correa hecha específicamente para la fabricación de cuchillos. El pulido previo al pulido en una cuchilla tratada térmicamente se puede hacer si la cuchilla se mantiene fría, para preservar el temple del acero.Algunos fabricantes de cuchillos utilizarán una neblina de refrigerante en la trituradora para lograr esto.

### Tratamiento térmico
Métodos de tratamiento térmico: horno de atmósfera, sal fundida, horno de vacío, forja de carbón (coque), soplete de oxi / acetileno. El enfriamiento después del tratamiento térmico difiere según el tipo de metal y las preferencias personales. El enfriamiento se puede hacer con aceite, sebo animal, agua, aire o salmuera.

### Acabado de la hoja
La calidad de acabado de la cuchilla está determinada por la arena de la rutina de acabado. Estos pueden variar desde un acabado de grano 280-320 de bajo brillo hasta un brillo de espejo. El brillo alto brillo se puede lograr puliendo con óxido de cromo (por ejemplo, cromo blanco, cromo verde), frotando a mano con papel abrasivo húmedo o seco extremadamente fino, o con una piedra de agua japonesa, que tiene un peso aproximado de 10.000 -12,000. La mayoría de los cuchillos fabricados de alta calidad tienen un acabado de grano 800.

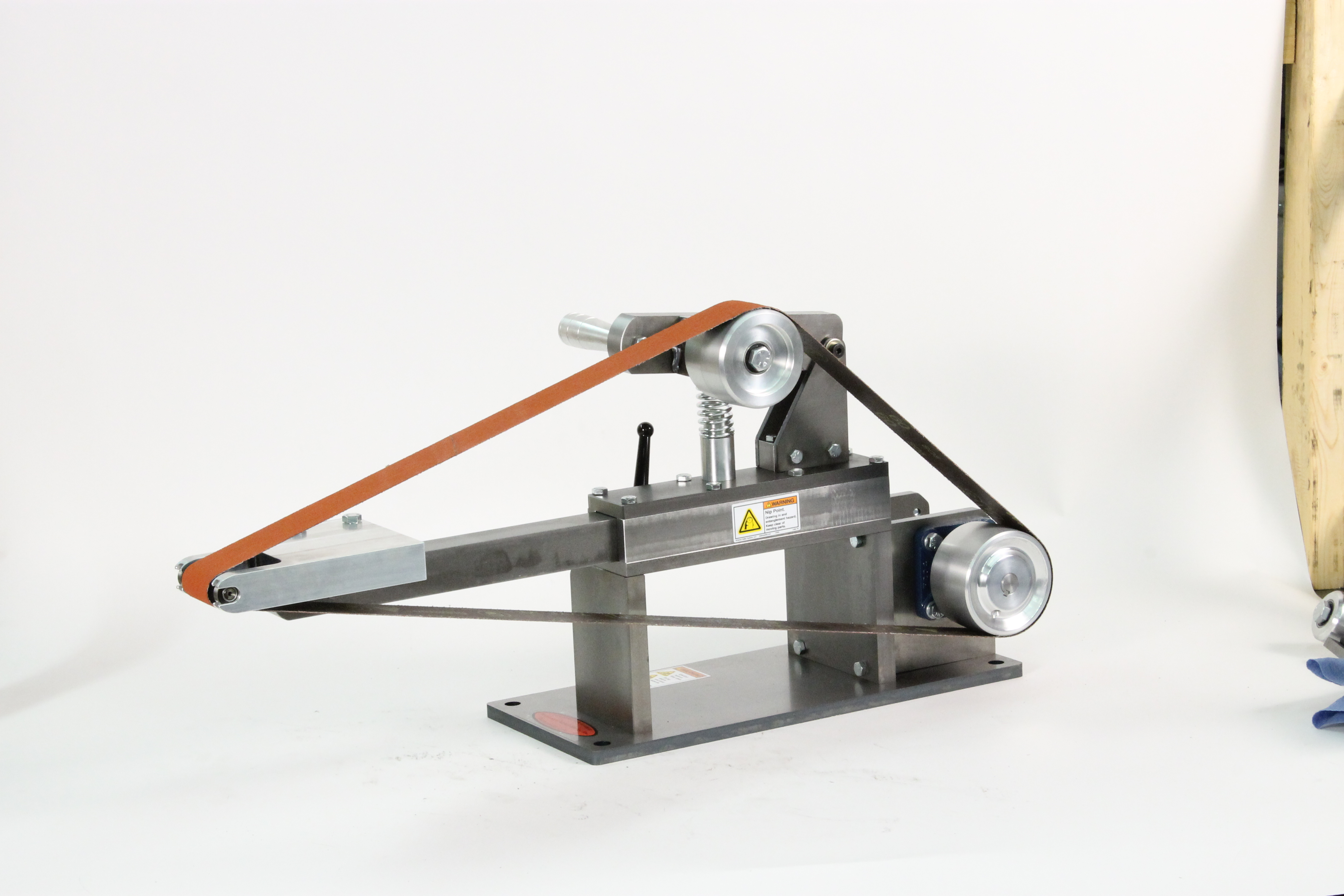
Accesorio de ruedas pequeñas utilizadas en la fabricación de mangos para cuchillos.

## Fabricación del mango
La fabricación del mango se puede hacer de diferentes maneras, dependiendo de la espiga de la cuchilla. Las navajas de espiga completas generalmente tienen las escamas de agarre ya sea clavadas, remachadas o atornilladas a la lengüeta misma, mientras que las navajas sin una espiga completa se pueden insertar en una manija sólida y luego se pueden sujetar según uno de los métodos establecidos anteriormente. Los materiales de los mangos pueden variar desde materiales naturales, como madera o cuerno de alce, hasta materiales hechos por el hombre, como latón, plástico, polímero o micarta . Un afilador de cuchillas puede tener accesorios adicionales para fabricar mangos de cuchillas, como ruedas de contacto de pequeño diámetro.